# ArtP Capital
ArtP Capital S.A. – firma inwestycyjno–medialna, której podstawowa działalność polega na wynajdywaniu i wspieraniu osób z unikalnym pomysłem, tak by ich unikatowe rozwiązania miały szanse na światowy sukces.
ArtP Capital S.A. to fabryka startupów, która pomaga rozwijać innowacyjne pomysły w sprawnie funkcjonujące spółki, lub stwarza możliwości rozwoju istniejących już firm. 
W swojej historii, spółka zajmowała się wydawaniem Tygodnika „Tylko Piłka” i prowadzeniem wydawnictw o tematyce sportowej. Czasopismo „Tylko Piłka” dysponowało od początku swojego istnienia obszerną bazą danych dotyczących rozgrywek piłkarskich lig z całego świata. Jako jedyne polskie wydawnictwo regularnie analizował i przedstawiał statystyki największej liczby rozgrywek ligowych na świecie. 
Według danych na luty 2021 największymi znanymi akcjonariuszami spółki są: 
- Wolpi sp. z o.o. (25,71% akcji i głosów na WZA)
- Techniki Okienne sp. z o.o. Rent sp. k. (9,66%)
- Halina Mazurek (7,18%).

Prezesem spółki od 28 czerwca 2017 jest Piotr Wołąsewicz. Przewodniczącym Rady Nadzorczej jest Mariusz Kosmaty.